# 天辰祐之郎
天辰 祐之郎（あまたつ ゆうしろう、1920年11月29日 - 1996年11月8日）は、日本の経営者。現在の鹿児島県薩摩川内市出身。

## 経歴
1944年に水産講習所を卒業し、1945年11月に西大洋漁業統制（のちの大洋漁業）に入社。1972年3月に取締役に就任し、1973年10月に常務、1978年4月に専務1981年4月に副社長、1986年4月に会長を経て、1987年2月に社長に就任。1989年6月に会長を経て、1990年6月から相談役を務めた。
1994年11月に勲三等旭日中綬章を受章。
1996年11月8日肝硬変のために死去。75歳没。